# Seuzach
Seuzach (toponimo tedesco) è un comune svizzero di 7 265 abitanti del Canton Zurigo, nel distretto di Winterthur.

## Monumenti e luoghi d'interesse

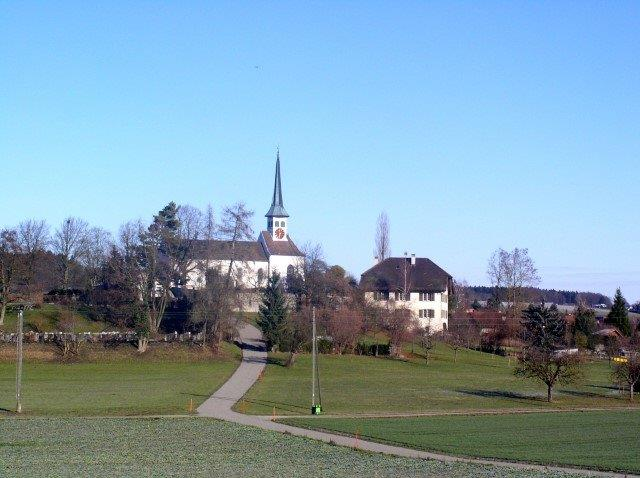
La chiesa riformata

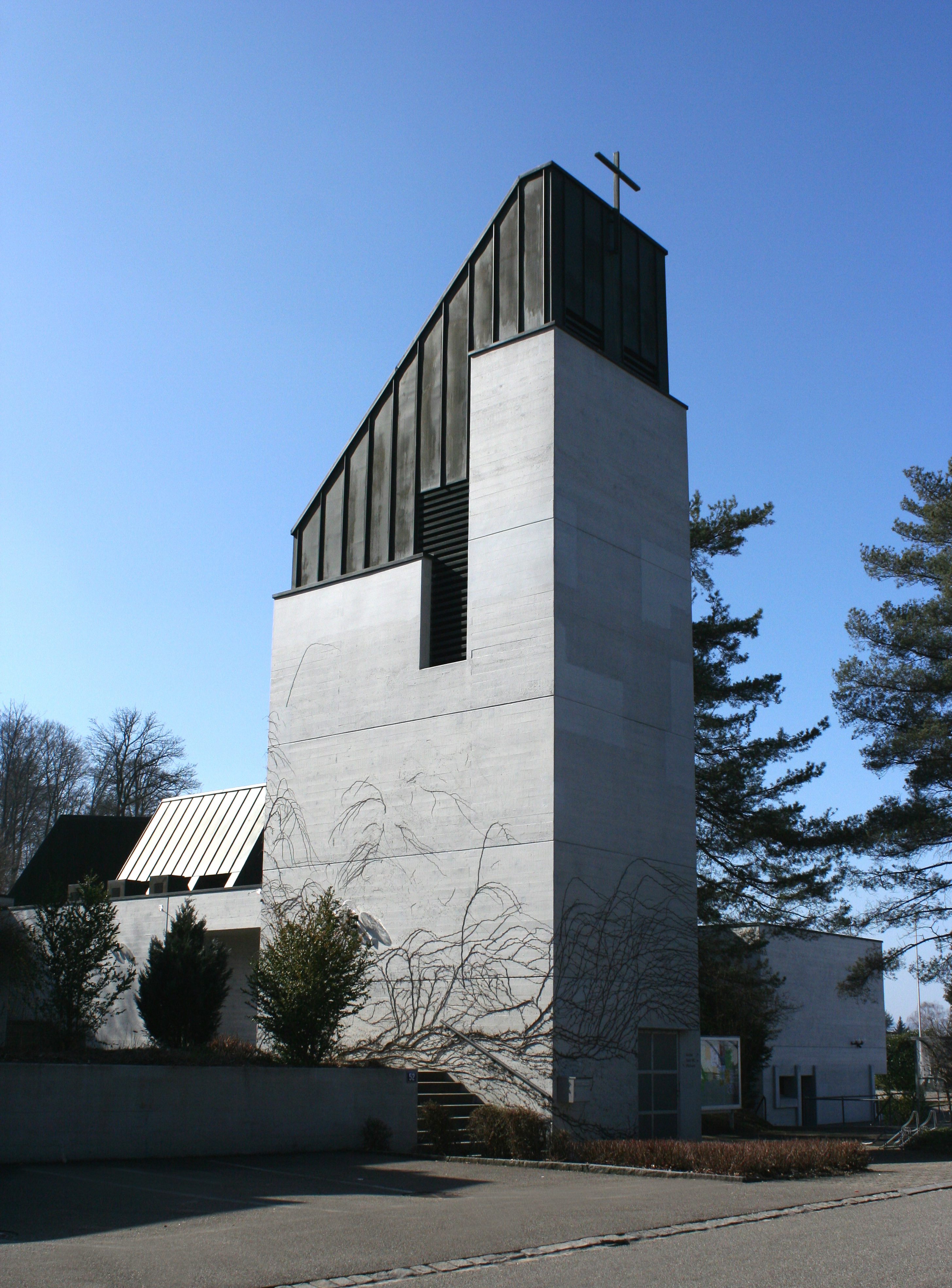
La chiesa di San Martino

- Chiesa riformata (già di San Martino), eretta nel 1131 e ricostruita nel 1494-1500[1];
- Chiesa cattolica di San Martino, eretta nel 1972[senza fonte].

## Società

### Evoluzione demografica
L'evoluzione demografica è riportata nella seguente tabella:
Abitanti censiti

## Infrastrutture e trasporti
Seuzach è servito dall'omonima stazione sulla ferrovia Winterthur-Etzwilen (linee S12 e S29 della rete celere di Zurigo).

## Amministrazione
Ogni famiglia originaria del luogo fa parte del cosiddetto comune patriziale e ha la responsabilità della manutenzione di ogni bene ricadente all'interno dei confini del comune.